# Stade national de Singapour (2014)
Ne doit pas être confondu avec Stade national de Singapour (1973).
Pour les articles homonymes, voir Stade national.
Le stade national de Singapour (en malais : Stadium Nasional Singapura, en anglais : Singapore National Stadium, en chinois : 新加坡前国家体育场, et en tamoul : சிங்கப்பூர் தேசிய அரங்கம்) est un stade multisport de 55 000 places situé dans le quartier de Kallang à Singapour, et dont l'inauguration a eu lieu le 30 juin 2014.
Le stade a été construit en lieu et place du précédent Stade national de Singapour (1973-2007) et accueille principalement les rencontres de l'équipe de Singapour de football. Il fait partie du complexe sportif Singapore Sports Hub.

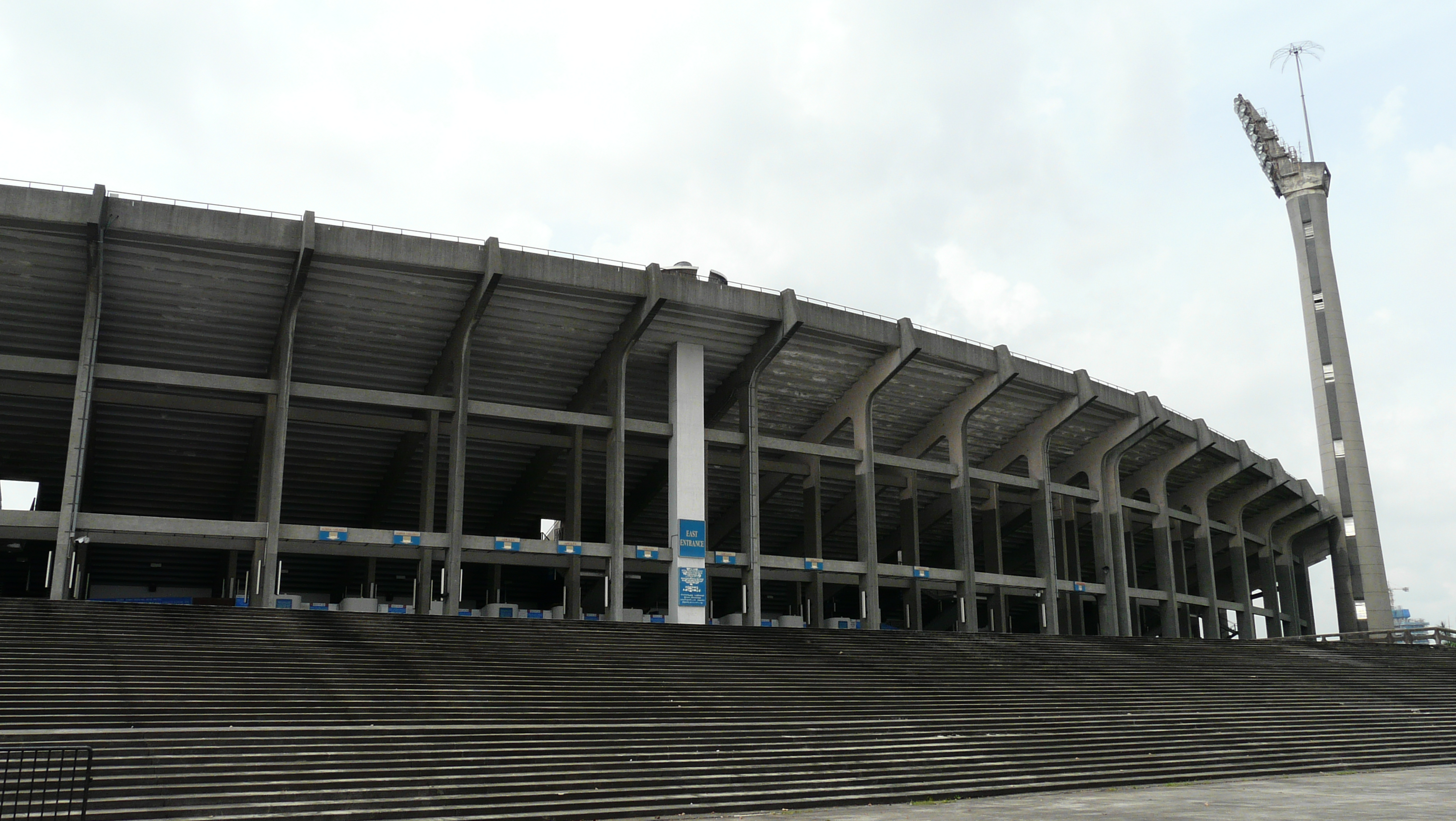
Le précédent stade national de Singapour a été détruit en 2010.

## Histoire
Les travaux de démolition de l'ancien Stade national de Singapour devaient initialement débuter en 2007. Cependant, la crise financière de 2007, couplée à des coûts de construction élevés, a retardé le lancement des travaux. La date d'inauguration a ainsi été repoussée de 2011 à 2013, à temps pour les Jeux d'Asie du Sud-Est de 2013, mais de nouveaux retards furent annoncés en 2009 et la démolition de l'ancien stade n'a été effective qu'en octobre 2010, repoussant de facto l'achèvement du nouveau stade à avril 2014.

## Événements
Récurrents (à partir de 2014)
- National Day Parade (en) (défilé du 9 août, jour de l'indépendance)
- Rencontres à domicile de l'équipe de Singapour de football
- Tournoi de Singapour de rugby à sept, étape de la série mondiale masculine et féminine, compétition de rugby à sept

Ponctuels
- Jeux d'Asie du Sud-Est de 2015
- Championnats du monde de natation en 2025
- Concert des One Direction le 14 mars 2015
- Concert de Madonna le 28 février 2016 dans le cadre de sa tournée Rebel Heart Tour
- Concerts de Taylor Swift (The Eras Tour), les 2, 3, 4, 7, 8 et 9 mars 2024
- Concerts de Lady Gaga les 18, 19, 21 et 24 mai 2025 dans le cadre de la promotion de son album Mayhem